# Toisech
Toisech era un título nobiliario asignado a un dignatario en el reino de Escocia durante la Edad Media, los primeros registros aparecen hacia los siglos X y XI. Era un título hereditario y sujeto directo o indirectamente, aunque no siempre en la práctica, a un mormaer. Ambos tenían la responsabilidad sobre las concesiones de tierras a la iglesia, así como intereses para con las tierras concedidas.
El apelativo toisech aparece en el Libro de Deer, donde se detallan sus atribuciones y relaciones con la corona.
El caudillo hiberno-nórdico Godred MacFergus aparece citado en los anales de los cuatro maestros (año 835) como Gofraid mac Fergusa, toisech Innsi Gall (Señor de las Islas de los extranjeros). Otro caudillo hiberno-nórdico, Ivar de Limerick impuso una estructura de poder sobre su territorio: reyes y caudillos, jefes de municipio y los agentes del rey, en cada territorio (tír), jefes (toísech), y en todos los distritos (túath), después de eso, y gravados con el impuesto real, y un abad en cada iglesia, y un reeve (máer) sobre cada pueblo, y un soldado en cada casa (tech).

## Cultura popular
An Taoiseach es el jefe de Gobierno de la República de Irlanda, cargo equivalente al de primer ministro en otros países.